# Zoologisches Museum der Stadt Straßburg

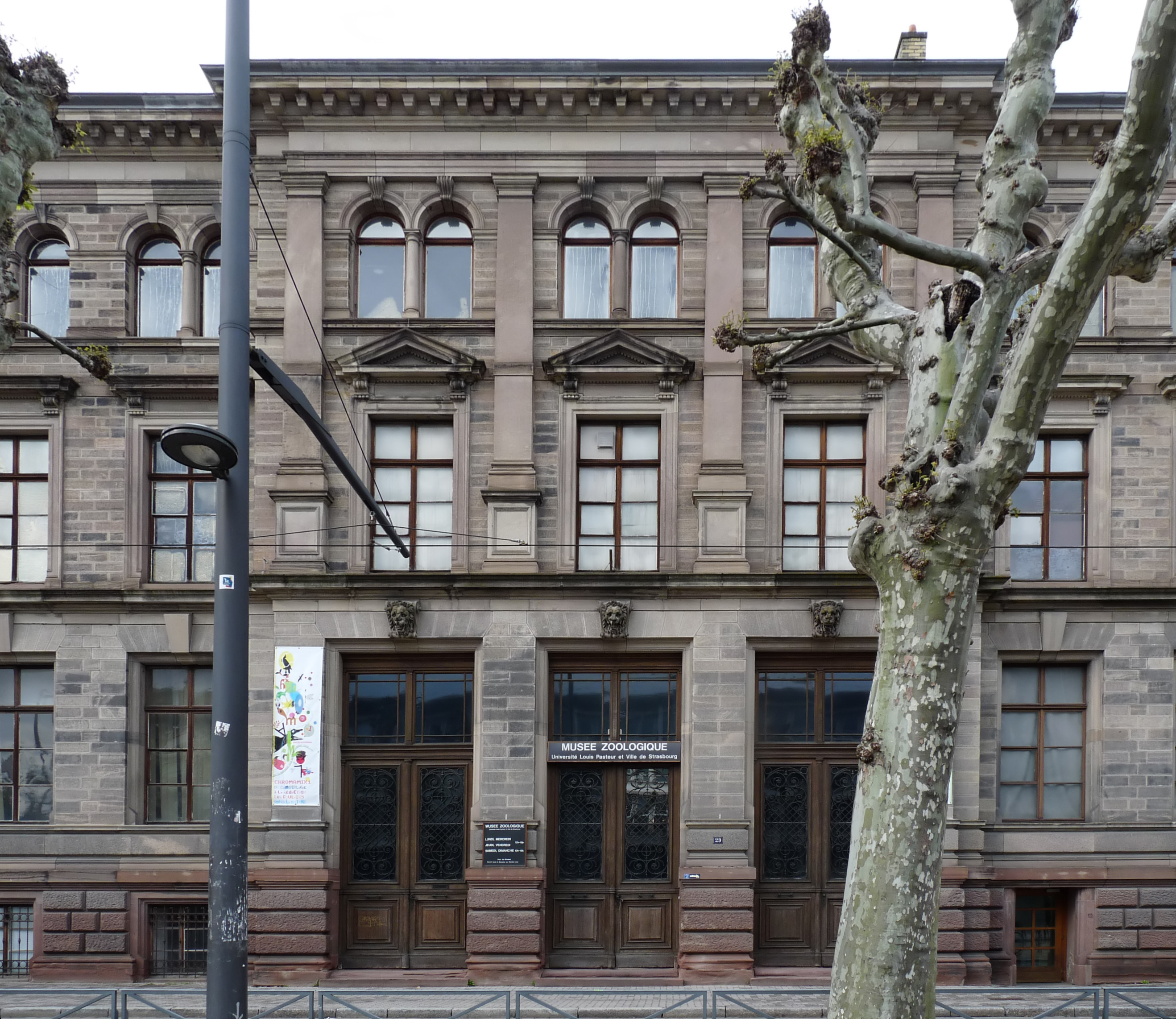
Haupteingang des Museums vor der Sanierung 2009

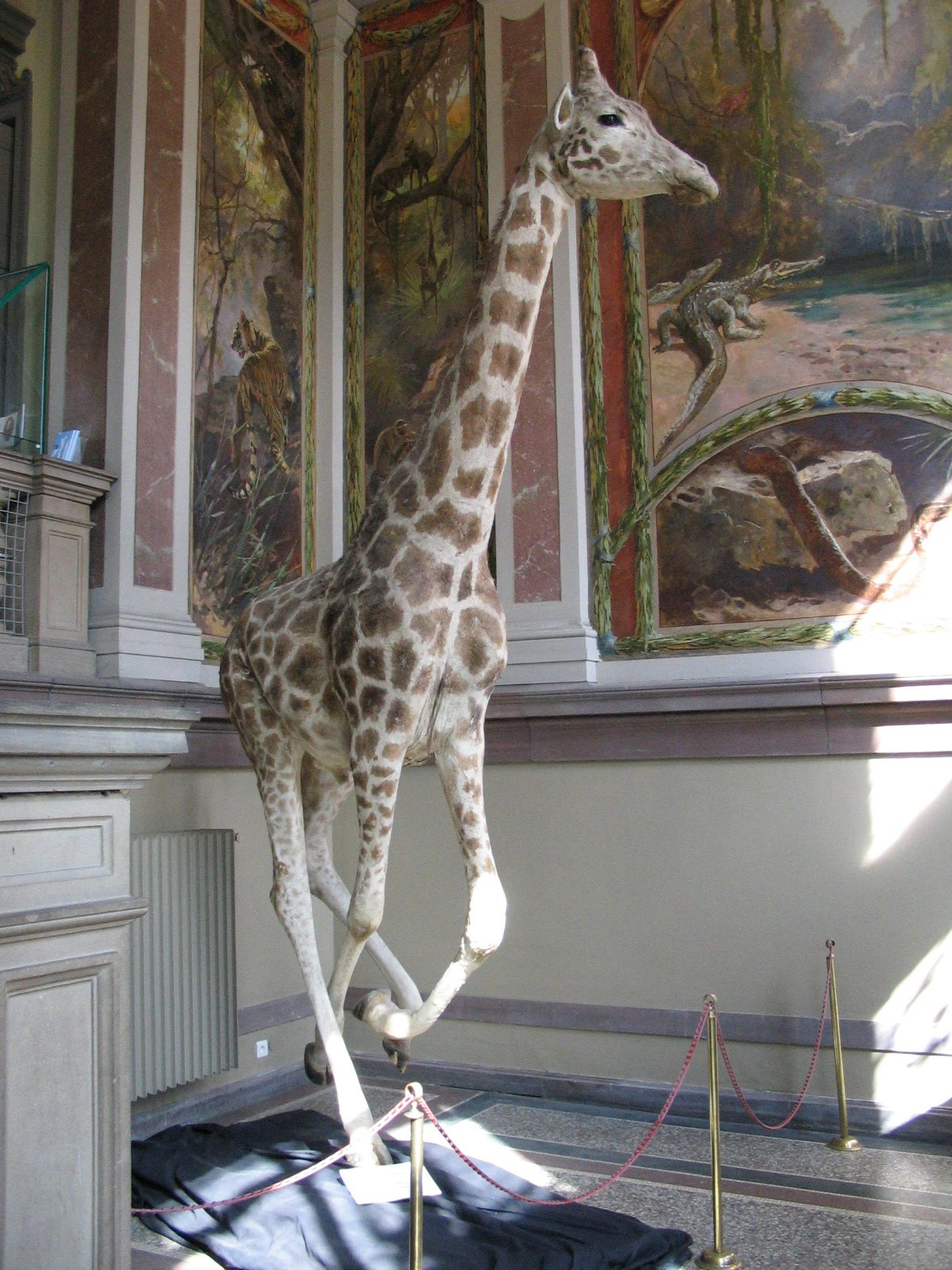
Ausgestopfte Giraffe und Fresken im Eingangsbereich

Das Zoologische Museum der Stadt Straßburg (Musée zoologique de la ville de Strasbourg) beherbergt die wissenschaftliche Sammlung im Bereich Zoologie der Stadt Straßburg im  Elsass. Das Museum wird von der Universität Straßburg verwaltet und befindet sich in einem 1890–1893 von dem Architekten Otto Warth im Stile der Neorenaissance errichteten Gebäude auf dem Gebiet der historischen, 1872 gegründeten Kaiser-Wilhelms-Universität.
Den Grundstock der reichen Sammlung, von der nur eine Auswahl gezeigt werden kann, bildet das Naturkundekabinett des Universalgelehrten Johann Hermann, in dem sich auch der Holotypus der Griechischen Landschildkröte befindet.

## Geschichte
Die Bestände wurden zunächst in Räumlichkeiten unweit der Thomaskirche aufbewahrt. Unter der sukzessiven Leitung der Professoren Louis Georges Duvernoy, Dominique Auguste Lereboullet und Wilhelm Philipp Schimper wuchs die Sammlung beständig. Nach dem Deutsch-Französischen Krieg, der Angliederung des Elsass an das Deutsche Kaiserreich und der Neugründung der Universität wurde der Neubau beschlossen. In dieser Zeit wurde das Museum von Ludwig Döderlein geleitet, der seinerseits viel zum Wachstum der Sammlung und ihrem wissenschaftlichen Ruf beitrug.
Ein Teil der Sammlung wurde 1944 durch englische und amerikanische Bombenabwürfe vernichtet, zahlreiche Neukäufe und Schenkungen von Privatsammlern (insbesondere in den Jahren 1970, 1980, 1986, 1993 und 2002) ermöglichten jedoch die Wiederherstellung eines der reichsten Bestände Frankreichs.
Im Jahre 2009 wurden die Außenmauern des Museums saniert und das Dach neu gedeckt. Der von Otto Warth verwendete beige-braune Stein war mit der Zeit schwarz-braun geworden. Im Jahr 2010 setzten sich die Renovierungsarbeiten auch innen fort. Das monumentale Treppenhaus war bereits in den 1990er Jahren vollständig neu gestrichen und eingerichtet worden.

## Bestände
Das Museum zeigt eine reiche und vielfältige Sammlung von Vögeln, Säugetieren, wirbellosen Meerestieren und Insekten. Ihre Geschichte, die ihren Ursprung im Kabinett von Jean Hermann hat, zeugt von der Entwicklung des naturkundlichen Wissens und Sammelns im Laufe der Zeit.
Die physische und intellektuelle Nähe zwischen dem Museum und den Wissenschaftlern war ein wichtiger Hebel für die Erweiterung der Sammlungen. Die Beziehungen der aufeinanderfolgenden Direktoren ermöglichten es dem Museum, Exemplare zu erhalten, die vom Muséum National d'Histoire Naturelle in Paris geschickt wurden, ebenso wie solche, die bei den großen deutschen Expeditionen in den Jahren 1890–1900 gesammelt wurden.
Die meisten der heutigen Sammlungen des Museums stammen aus dem 19. Jahrhundert, trotz der Verluste durch die Bombenangriffe während des Zweiten Weltkriegs. Sie bestehen aus Tierpräparaten, Fellmontagen, osteologischen Präparaten und getrockneten oder flüssigen Exemplaren.
Das Museum beherbergt eine Fachbibliothek mit antiquarischen Werken. Außerdem bewahrt es eine reiche Sammlung von Lehrmodellen aus Gips und Glas auf, die von Louis Auzoux bzw. den Brüdern Leopold und Rudolf Blaschkaangefertigt wurden.
Bestände des Museum:
- 900.000 Insekten
- 200.000 Mollusken
- 18.000 Vögel
- 10.000 Säugetiere
- 5000 Reptilien und Amphibien

## Renovierung
Das Museum wurde am 22. September 2019 nach den Europäischen Tagen des Kulturerbes für die Öffentlichkeit geschlossen. Für die Renovierung der Einrichtung waren drei Jahre vorgesehen, die Wiedereröffnung ist nun für 2025 angekündigt. Die Kosten für die Arbeiten belaufen sich auf 13 Millionen Euro.
Die Renovierung, die von der Universität in Zusammenarbeit mit der Stadt Straßburg getragen wird, ist Teil des Campus-Plans. Sie ermöglicht die Anpassung des Gebäudes an die Sicherheits- und Zugangsstandards. Das Projekt legt Wert auf die Hervorhebung des Geistes des Ortes und die Lesbarkeit der Innenräume.
Das neue Museum wird 2000 Quadratmeter Ausstellungsfläche umfassen, zu denen 800 Quadratmeter für den Empfang von Besuchern hinzukommen. Der Rundgang wird sich über drei Ebenen erstrecken und permanente, semi-permanente und temporäre Ausstellungen umfassen.
Seit Oktober 2020 werden die Sammlungen des Museums im Pole d'étude et de conservation des musées de la Ville de Strasbourg aufbewahrt. Sie werden nach Abschluss der Renovierungsarbeiten des Gebäudes wieder im Museum untergebracht.